# كارولوس لينيوس
كارولوس لينيوس (باللاتينية: Carolus Linnæus) عالم نبات سويدي الجنسية، عُرف بعد أن صنّفه ملك السويد أدولف فريدريك عام 1757 كأحد النبلاء، وأصبح اسمه بعد ذلك كارل فون ليني (بالسويدية: Carl von Linné). ولد في 23 أيار/مايو عام 1707م. وكان طبيبًا وجيولوجيًّا ومربيًا وعالم حيوان.
وهو رائد علم التصنيف الحديث ويعتبر أحد آباء علم التبيؤ. ألف كتاب «نظام الطبيعة» (Systema Naturae) الذي وضع فيه أسس التصنيف العلمي الحديث؛ فهو أول من وضع نظام التسمية الثنائية (أي اسم الجنس واسم النوع). ومن أعماله الأخرى المهمة: أجناس النبات (1738)، فلسفة النبات (1751)، أنواع النبات (1753).

## نشأته
ولد لينيوس لعائلة فقيرة في مزرعة في أحد الأرياف بجنوب السويد في مدينة فيكشيو، أعدّه أبوه نيلز لينيوس ليكون قساً كوالده؛ لكنه لم يرغب بذلك ولم يكن ميالاً له.
كان (نيلز) مزارعاً بارعاً، أحب اقتناء الأشجار والأزهار النادرة وزرعها حول منزله فأصبح كأنه مسبحة حية، شكّلت ملعباً لكارل وأصدقائه؛ فلما شب كارل كان يقول:«حبي للنبات لا ينتهي». وقد كان يهرب من المدرسة ليجمع عينات نباتية من الغابات والمزارع.
دخل لينوس إلى المدرسة الابتدائية في مدينة فاكسيو عام 1717 أي وعمره عشر سنوات، وتعلم اللغة اللاتينية خارج المدرسة رغبة منه بتعلمها لأنها اللغة الأم، وقبل أن يهتم بعلم النباتات كان مهتماً بالطب؛ وقد أدرك أن علم النبات ميوله فذهب إلى جامعة لوند وخلال دراسته بالجامعة حاول أن يستحدث حديقة نباتية لدراسة النباتات بالجامعة، ففكر بالانتقال إلى جامعة أوبسالا، وبعد عام غادر لينيوس إلى جامعة أوبسالا مع تزكيات كثيرة من معلميه، ولكنه لم يتلق أي دعم من والديه لأنه كان الابن الخامس، فقد كان لا يجد المال لإصلاح ملابسه فكان يرقعها بالورق ليقي نفسه البرد.

## بعثته إلى لابي لاند
أخبر لينيوس والديه عن خطته للسفر إلى إقليم لابي في السويد. كان هدفه هو العثور على نباتات وحيوانات جديدة ومعادن ثمينة. رغب أيضًا بالتعرف على قومية سامي، وعادات السكان المحليين، والبدو الرحل الذين يرعون الرنة ويتجولون في أراضي التندرا الشاسعة في الدول الاسكندنافية. حصل لينيوس على منحة لرحلته من الجمعية الملكية للعلوم في أوبسالا في أبريل 1732.بدأ لينيوس رحلته الاستكشافية من أوبسالا قبل أن يبلغ عمره 25 عامًا في 12 مايو 1732. سافر سيرًا على الأقدام وعلى الحصان، حاملًا معه مذكراته، ومخطوطات علم النبات والطيور، وأوراق لكبس النباتات. عثر بالقرب من مدينة يفله على كميات كبيرة من نبات كامبانولا سيربيليفوليا، التي عُرفت فيما بعد باسم لينيا شمالية. أمضى الكثير من الوقت في فحص الأزهار أو الصخور، وأولى اهتمامًا خاصًا بدراسة النباتات الحزازية والأشنيات، والتي تعتبر جزءًا رئيسيًا من غذاء الرنة. يمتلك حيوان الرنة أهمية اقتصادية ويعتبر من أشيع الحيوانات في لابي لاند.
سافر لينيوس حول ساحل خليج بوثنيا، وتوغل باتجاه الداخل عدة مرات من أوميو، ولوليا، وتورنيو. عاد من رحلته التي استمرت ستة أشهر، وبلغت أكثر من 2000 كيلومتر (1200 ميل). تمكن أثناءها من جمع ودراسة العديد من النباتات والطيور والصخور. على الرغم من ضعف التنوع البيولوجي في لابي لاند، تمكن لينيوس من وصف حوالي 100 نبات لم تحدد سابقًا. شكلت هذه الرحلة أساسًا لكتابه فلورا لابونيكا.  استخدم لينيوس أسماء لاتينية لوصف الكائنات الحية أثناء رحلته إلى لابي لاند.
استخدمت أفكار لينيوس بالتسمية والتصنيف لأول مرة في كتابه فلورا لوبينكا. وصف الكتاب 534 نوعًا، واستخدم نظام تصنيف ليني، وشمل التوزيع الجغرافي والملاحظات التصنيفية للأنواع الموصوفة. اعتبر أوغستان بيرام دو كندول هذا الكتاب المثال الأول في وصف النبيت من الأنواع النباتية. وصف المؤرخ النباتي إي إل غرين هذا الكتاب بأنه الأكثر كلاسيكيةً وتنويرًا من أعمال لينيوس.
كان لدى لينيوس أفكار حول تصنيف الثدييات، بدأت أفكاره أثناء ملاحظته لعظم الفك السفلي لدى الحصان.
تولى لينيوس قيادة مجموعة صغيرة من الطلاب إلى دالارنا في عام 1734. مُولت هذه البعثة من قبل حاكم دالارنا، وكانت تهدف إلى تصنيف الموارد الطبيعية المعروفة واكتشاف موارد جديدة، وأيضًا لجمع المعلومات الاستخبارية عن أنشطة التعدين النرويجية في روروس.

## سنواته في الجمهورية الهولندية (1735–38)

### درجة الدكتوراه
قبل لينيوس دعوة نجل مراقب المناجم كلايس سوهلبيرغ، كانت الدعوة لقضاء عطلة عيد الميلاد في فالون، وزيارة المناجم. سافر لينيوس وسوهلبيرغ إلى الجمهورية الهولندية في أبريل 1735، كان سفرهما بناءً على اقتراح من والد سوهلبيرغ، أراد لينيوس دراسة الطب في جامعة هاردرفايك، وبدأ بتعليم سوهلبيرغ مقابل راتب سنوي. حظيت هولندا في ذلك الوقت بمكانة علمية في مجال دراسة التاريخ الطبيعي، وعُرف عن أهل السويد سعيهم للحصول على درجة الدكتوراه في هولندا.
توقف لينيوس وسوهلبرغ أثناء رحلتهم في مدينة هامبورغ والتقيا بالعمدة، الذي أطلعهما بفخر على ممتلكاته الطبيعية الثمينة: بقايا عُدار ذو سبعة رؤوس. اكتشف لينيوس زيف العينة، ولم يتردد بإخبار العمدة أنها من صنع الرهبان لتمثل وحش الكتاب المقدس، لم يخش من إثارة غصب العمدة الذي خابت آماله ببيع العدار مقابل مبلغ هائل. أُجبر لينيوس وسوهلبيرغ على الفرار من هامبورغ.
بدأ لينيوس العمل للحصول على شهادته بمجرد وصوله إلى هاردرفايك، وهي جامعة معروفة بمنحها الدرجات العلمية في أقل من أسبوع. قدم أطروحة بعنوان «الفرضية الجديدة حول سبب الحمى المتقطعة»، شرح فيها فرضيته القائلة بأن منشأ الملاريا يعود فقط إلى المناطق ذات التربة الغنية بالطين. لم يتمكن لينيوس من تحديد المصدر الحقيقي لانتقال المرض (أي بعوضة الأنوفيلة)، لكنه توقع الدور العلاجي لشجر الشيح الذي أصبح مصدرًا للأدوية المضادة للملاريا. أكمل امتحاناته الشفوية والعملية وحصل على درجة الدكتوراه في غضون أسبوعين.
اجتمع لينيوس مجددًا مع بيتر أرتيدي، وهو صديق من أوبسالا. جمع بين الصديقين عهد قديم ينص أن يكمل أحدهما عمل الآخر في حال وفاته، غرق أرتيدي في قنوات أمستردام بعد عشرة أسابيع، تاركًا وراءه مخطوطة غير مكتملة عن تصنيف الأسماك.

### نشر نظام الطبيعة
كان يوهان فريدريك جرونوفيوس من أوائل العلماء الذين التقى بهم لينيوس في هولندا، أطلعه لينيوس على إحدى مخطوطاته العديدة التي أحضرها معه من السويد. وصفت المخطوطة نظامًا جديدًا لتصنيف النباتات. أعجب جرونوفيوس بها شكل كبير، وعرض على لينيوس المساعدة في دفع تكاليف الطباعة، وبمساهمة مالية إضافية من قبل الطبيب الأسكتلندي إسحاق لوسون، نُشرت المخطوطة باسم نظام الطبيعة (1735).
تعرف لينيوس على هيرمان بورهاف، أحد أكثر الأطباء وعلماء النبات تقديرًا في هولندا. عرض بورهاف على لينيوس رحلة إلى جنوب إفريقيا وأمريكا، رفض لينيوس عرضه بحجة عدم تحمله الحرارة. اقترح بورهاف على لينيوس زيارة عالم النبات يوهانس بورمان. أعجب بورمان بضيفه، وقرر أن يبقيه معه خلال فصل الشتاء. تبادل لينيوس ويورمان المساعدة في أعمالهما (قاموس المرادفات الخاص بيورمان، والكتب التي كان يعمل عليها لينيوس: مؤسسة النباتات ومكتبة النباتات).

### جورج كليفورد، وفيليب ميلر، ويوهان جاكوب ديلينيوس
التقى لينيوس أثناء إقامته لدى بورمان بجورج كليفورد الثالث، وهو مدير شركة الهند الشرقية الهولندية وصاحب حديقة نباتية غنية في عزبة هارتيكامب في مدينة هيمستيده. كان كليفورد معجبًا جدًا بقدرة لينيوس على تصنيف النباتات، ودعاه ليصبح طبيبًا له ومشرفًا على حديقته. كان لينيوس ملتزمًا بالبقاء لدى بورمان خلال فصل الشتاء، وبالتالي لم يستطع قبول العرض. وافق بورمان على ذهاب لينيوس برفقة كليفورد بعد أن عرض عليه الأخير تقديم نسخة نادرة من كتاب هانز سلون التاريخ الطبيعي لجامايكا. انتقل لينيوس إلى هارتكامب ليصبح طبيبًا شخصيًا لكليفورد وأمينًا لمعشبته في 24 سبتمبر 1735. كان يحصل على 1000 فلورين في السنة، مع إقامة مجانية. بقي لينيوس هناك حتى عام 1738. كتب حينها حديقة كليفورتيانوس، الذي استهله بوصف تجربته بأنها أسعد وقت في حياته.
سافر لينيوس إلى إنجلترا في يوليو 1736. ذهب إلى لندن لزيارة هانز سلون، ورؤية حجرته، وزيارة حديقة تشيلسي فيزيك وحارسها فيليب ميلر. علّم ميلر نظامه الجديد لتصنيف النباتات. تردد ميلر في استخدام المصطلحات الجديدة، وفضل تصنيفات جوزيف بيتون دي تورنفورت وجون راي في البداية. أشاد لينيوس بقاموس ميلر جاردنرز.
سافر لينيوس أيضًا إلى جامعة أكسفورد لزيارة عالم النبات يوهان جاكوب ديلينيوس. لم يتمكن من إقناعه بنظام التصنيف الجديد، على الرغم من المراسلات العديدة والتي استمرت لسنوات بعد ذلك. خصص له لينيوس كتابه النقد النباتي باعتباره عمل عالم نبات لم يراه العالم مطلقًا. سمى لينيوس جنس الشجرة الاستوائية ديلينيا تكريما لديلينيوس. عاد إلى هارتكامب، حاملًا معه العديد من عينات النباتية النادرة. نشر في العام التالي كتابه أنواع النباتات، الذي وصف فيه 935 جنسًا من النباتات.
بقي لينيوس مع كليفورد في هارتيكامب حتى 18 أكتوبر 1737، غادر المنزل للعودة إلى السويد، ولكنه أجبر على البقاء في هولندا لبضعة أشهر بسبب مرضه وإصرار أصدقائه الهولنديين. انطلق إلى السويد مرة أخرى في مايو 1738.  مكث في باريس لمدة شهر تقريبًا في طريق عودته، زار خلالها علماء النبات مثل أنطوان دي جوسيو. لم يغادر لينيوس السويد مرة أخرى بعد وصوله.

## مسيرته العلمية
كان لينيوس طموحاً فلم يوقفه الفقر ولم يثبط من همته فأكمل دراسته، وفي عام 1731م عُين محاضراً مساعداً في النبات ومدرساً خاصاً في بيت الأستاذ رودبيك، الذي كان أباً لأربعة وعشرين طفلاً، فكتب يقول «إنني الآن بفضل الله أملك دخلاً».
فلما قررت جمعية أوبسالا العلمية إيفاد بعثة لدراسة نباتات (لابلاند)، أختير لينيوس لرئاستها، وبدأ هو وبعض الشباب الرحلة في 12 أيار/مايو 1732. وقد وصف رحيلهم بأسلوبه الرائع بطبيعته فقال:
«كان الجو مشرقاً لطيفاً، والنسيم الغربي العليل يهب مضيفاً على الجو برودة منعشة. وكانت براعم أشجار البتولا قد بدأت تتفتح، والأوراق كثيفة على معظم الأشجار، ولم يبق جافاً غير الدردار والبلوط. وكانت القنبرة تصدح في العلا. وبعد أن قطعنا ميلاً أو نحوه جئنا إلى مدخل غابة، وهناك هدأ تغريد القنابر، ولكن على قمة شجرة الصنوبر راح الشحرور يتدفق بأغنية حب...».
هذا الوصف ينبئ عن طبع لينيوس؛ فقد كان يقظاً أبداً بكل جوارحه لمشاهد الطبيعة، وأصواتها، وعبيرها؛ ولم يسلم قط بأي فرق بين علم النبات والشعر. وقد قاد جماعته نحو 1,440 ميلاً من لابلاند، في رحلة محفوفة بالمخاطر والمشاق؛ ثم عاد بهم سالمين إلى أوبسالا في 10 أيلول/سبتمبر. وإذ كان لا يزال رقيق الحال، فقد حاول أن يكسب قوته بالتدريس في الجامعة، ولكن منافساً له حظر محاضراته بدعوى أن لينيوس لم يكمل بعد دراسته الطبية أو ينل درجته الجامعية. وكان كارل في هذه الأثناء قد خطب ليزا، ابنة طبيب محلي. فقدمت له أموالها، وأضاف إليها بعض المال، ولما تهيأ له المال على هذا النحو انطلق متوجهاً إلى هولندا عام 1735. وفي جامعة هاردرفيك نجح في امتحاناته ونال درجته الطبية. وبعد عام التقى في لندن (بيوبرهافي)، وكاد ينسى ليزا. وأصدر لينيوس كتاباً من أمهات كتب النبات بإلهام وعون من ذلك النبيل العالم، وهو (نظام الطبيعة)، وطبع إثنتي عشرة مرة في حياته. وعلى مقربة من أمستردام تزود بما نقصه من مال بإعادة تنظيم المجموعة النباتية التي يرأسها جورج كليفورت وعمل قوائم بها، وكان (كليفورت) هذا مديراً لشركة (الهند الشرقية). فأصدر في 1736 بلا حماس، «مكتبة النبات». وفي 1737 «أجناس النبات». وفي 1738 قصد باريس ليدرس الجاردان دووا. وهناك، دون أن يقدم نفسه، انضم إلى مجموعة من الطلاب كان (برنار دو جوسيو) يحاضرهم باللاتينية في نباتات دخيلة: وقد حير الأستاذ نبات منها، واجترأ (لينيوس) على إبداء رأى فقال أن لهذا النبات مظهراً أمريكياً: ونظر إليه جوسيو، وقال وهو يحزر هويته «أنت (لينيوس)»؛ وأعجب الأستاذ بـ (كارل)، ورحب به (دجوسيو) ترحيباً حاراً. وعرض على لينيوس منصب الأستاذية في باريس، ولندن، وجوتنجن، ولكنه رأى أن قد آن الأوان ليعود إلى (ليزا) 1739. ولم تكن مثل هذه الخطبات الطويلة بالأمر الشاذ في تلك الأيام ولعلها عاونت في كثير من الحالات على استقرار الخلق ونضج الشخصية. وتزوجا، واستقر (كارل) في أستوكهولم طبيباً.
ظل حيناً يترقب عبثاً مجيء المرضى كما يفعل أي طبيب ناشئ. وذات يوم سمع وهو في حانة شاباً يشكو من أن أحداً لم يستطع علاجه من السيلان. وعالجه لينيوس، ومن ثم أتى له الكثير من الشبان المرضى بالسيلان يلتمسون العلاج. وامتدت خبرة الطبيب إلى أمراض الرئتين وتعرف إليه الكونت (كارل جوستاف تسين)، رئيس مجلس النبلاء في (الركزداج)، وحصل له على وظيفة طبيب للبحرية 1739. في ذلك العام ساعد لينيوس في إنشاء أكاديمية العلوم الملكية، وأصبح أول عميد لها. وفي خريف 1741 اختير أستاذاً للتشريح في (أوبسالا). وسرعان ما أصبح بروفيسور لعلم النبات، والمواد الطبية، والتاريخ الطبيعي (الجيولوجيا والأحياء)، وهكذا وضع الرجل المناسب في المكان المناسب أخيراً. وقد بث في تلاميذه تحمسه للنبات، وكان يعمل معهم في صداقة لا تكلف فيها، وأسعد أوقاته حين يأخذهم في جولة من جولات التاريخ الطبيعي. يقول:
«كنا نقوم برحلات كثيرة بحثاً عن النبات، والحشرات، والطيور، ففي الأربعاء والسبت من كل أسبوع نجمع الأعشاب من الفجر إلى العشاء ثم يعود التلاميذ إلى الميدان واضعين الأزهار على قبعاتهم، ويصحبون أستاذهم إلى حديقته، يتقدمهم موسيقيون بسطاء. ذلك منتهى الروعة في علمنا الجميل».
أوفد بعض طلابه إلى شتى بقاع الأرض ليأتوه بالنباتات الغريبة، ووفر لهؤلاء الطلاب -الذين ضحى بعضهم بحياته في بحثهم هذا- أجرة الرحلة على سفن شركة الهند الشرقية الهولندية. ووعدهم بإضافة أسمائهم للنباتات في نظام التسمية الكبير الذي كان بصدد إعداده. وقد وسع تصنيفة ليشمل الحيوانات أيضا، توفي (لينيوس) في 10 يناير 1778 عن عمر يناهز 70 عامًا وثمانية أشهر تقريبًا.

## تصنيف لينيوس
تصنيف لينيوس ليس تصنيف توزيعي فقط بل يعتمد على علوم مختلفة ولذلك يسمى تصنيف علمي، يعتمد التصنيف على المواصفات الجسدية في تصنيف الكائنات إلى مملكتين ((بالإنجليزية: Kingdoms))، تقسم المملكة إلى شعب (Phyla) والشعبة إلى طوائف ((بالإنجليزية: classes)) ثم رتبة ((بالإنجليزية: orders)) ثم فصيلة ((بالإنجليزية: families)) ثم جنس ((بالإنجليزية: genera)) ثم نوع ((بالإنجليزية: species))، ومع تنوع الحيوانات واكتشاف أنواع أخرى أضيفت شعبة ((بالإنجليزية: phyla)) بين المملكة والطائفة، وتقسيمات أخرى فرعية.

## وصلات خارجية
- كارولوس لينيوس على موقع الموسوعة البريطانية (الإنجليزية)
- كارولوس لينيوس على موقع إن إن دي بي (الإنجليزية)
- نبذة عن كارل لينيوس على الموقع الرسمي الأكاديمية الروسية للعلوم